# EL/W-2085
De EL/W-2085 is een militair Airborne warning and control system-, of AWACS-vliegtuig, dat surveillance-, controle- en communicatiefaciliteiten levert aan de luchtstrijdkrachten. Het is een Israëlisch systeem geproduceerd door Israel Aerospace Industries in samenwerking met Elta Electronic systems. Het toestel vliegt o.a bij de Israëlische, Italiaanse luchtmacht, het opereert ook voor de luchtmacht van Singapore. De US Air Force bestelde in 2018 10 stuks.

## Ontwikkeling
De radar die, anders dan bij andere AWACS-vliegtuigen, bestaat uit een actieve reeks elektronische scans. Andere vliegtuigen zoals de Boeing E-3 Sentry hebben draaiende radars in een radome.
Dit radarsysteem bestaat uit een antenne-array van zend/ontvang (T/R) modules waarmee een straal elektronisch kan worden gestuurd, waardoor een fysiek draaiende radar overbodig is. Tot 1000 doelen kunnen tegelijkertijd worden gevolgd tot een bereik van 450 km, terwijl tegelijkertijd massa's lucht-lucht onderscheppingen of lucht-grond (inclusief maritieme) aanvallen tegelijkertijd kunnen worden geleid.
De radarapparatuur van de Israëlische CAEW bestaat uit elk een L-band radar links en rechts op de romp en elk een S-band antenne in neus en staart. Dankzij de actieve reeks elektronische scans kunnen de posities van vliegtuigen op het scherm van de operator elke 2-4 seconden worden bijgewerkt, in plaats van elke 10 seconden, zoals het geval is op een draaiende radar.
Het systeem is geplaatst op een Gulfstream G-550, hierbij is het uiterlijk van het vliegtuig veranderd o.a door de uitstekende radar koepels.

## Gebruikers

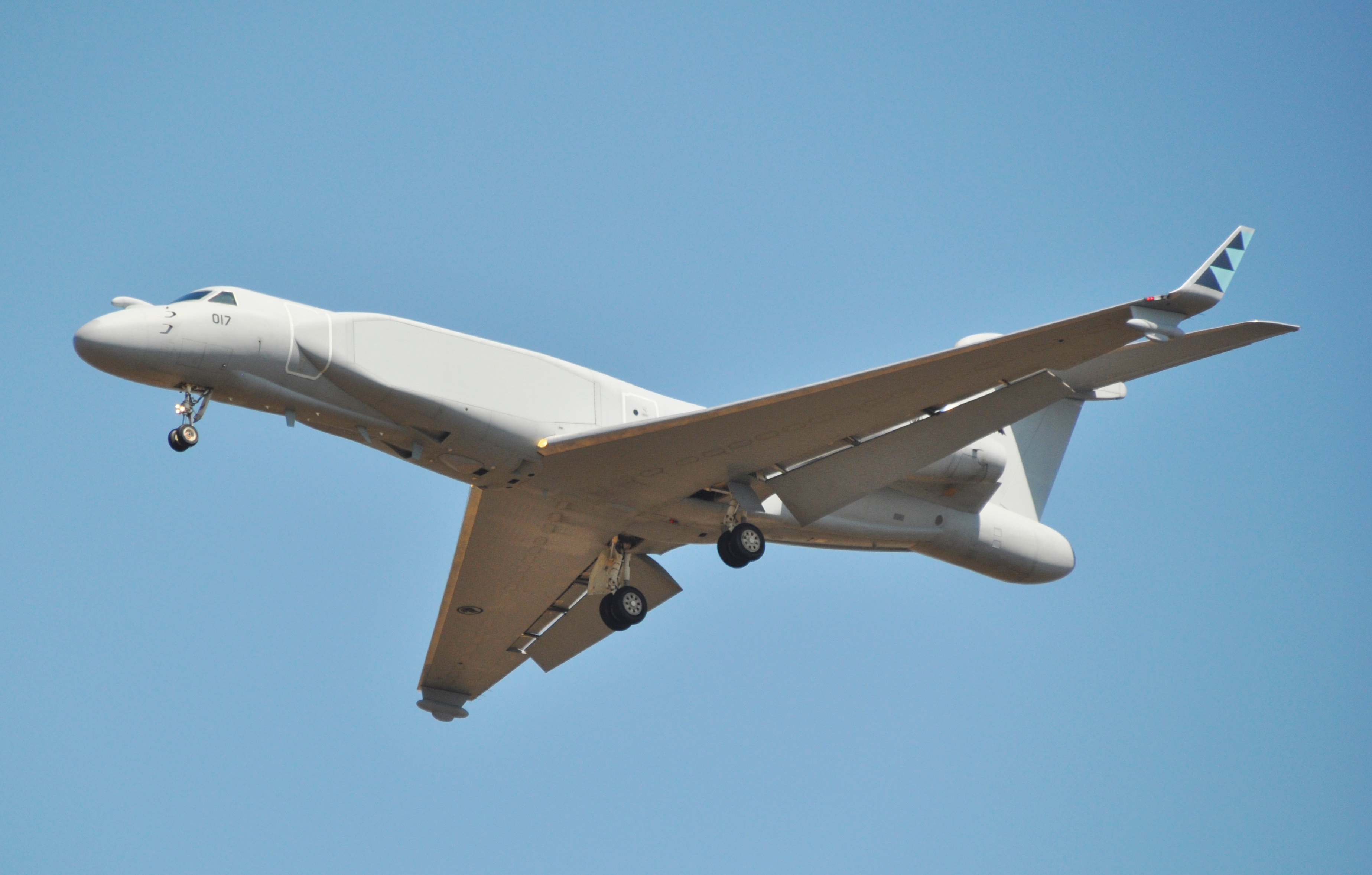
El/W-2085 van de luchtmacht van Singapore

| Gebruiker        | Aantal | Stationering  | Jaar |
| ---------------- | ------ | ------------- | ---- |
| Israël           | 4      | Nevatim basis | 2005 |
| Singapore        | 4      | -             | 2012 |
| Italië           | 2      | -             | 2012 |
| Verenigde Staten | 10     | -             | 2018 |